# Cacalia

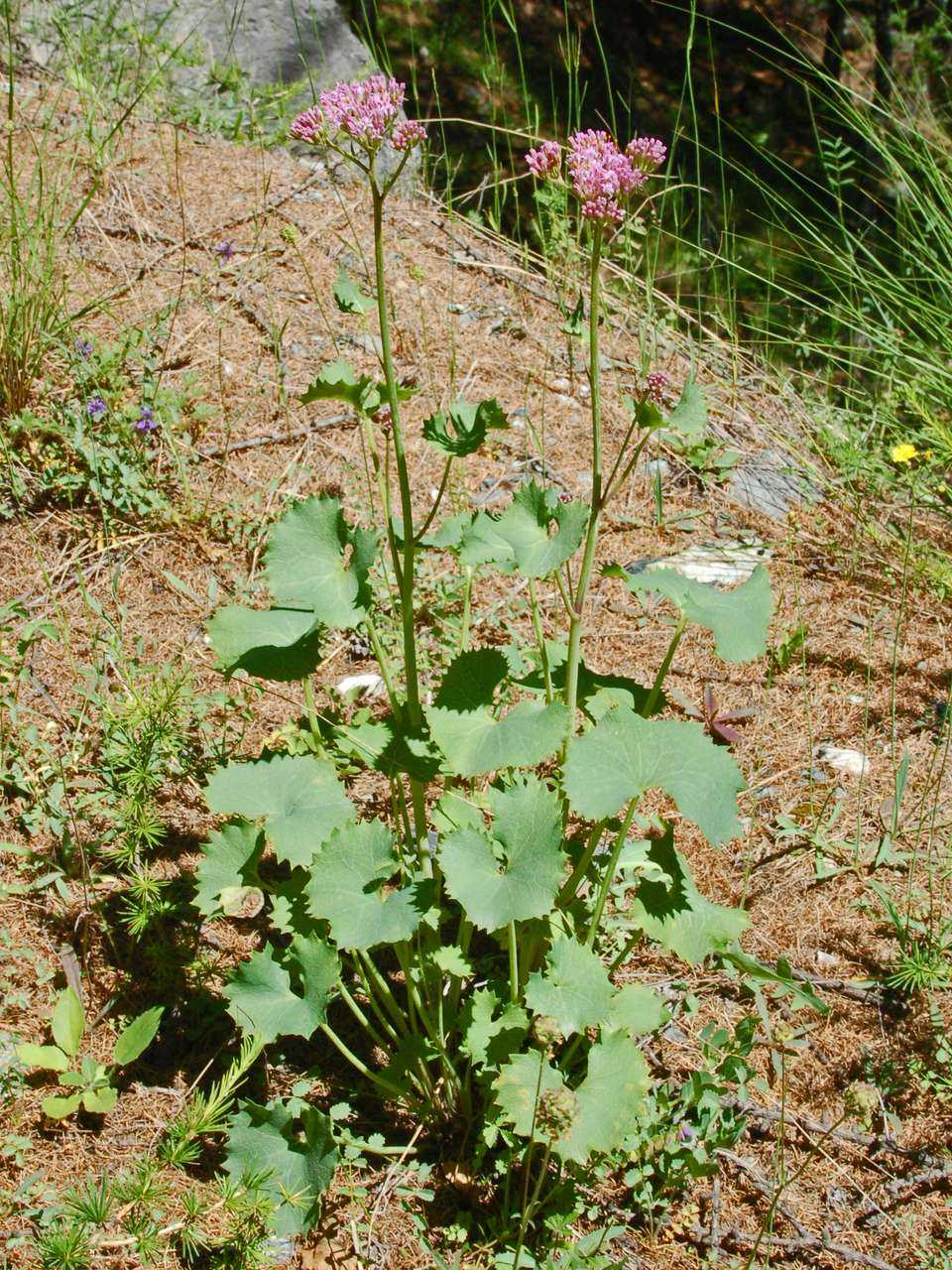
Adenostyles alpina (tên cũ Cacalia alpina)

Cacalia L. là một nomen rejiciendum (danh pháp bị từ chối) bởi International Code of Nomenclature for algae, fungi, and plants. Loài điển hình C. alpina L. đã được chuyển thành Adenostyles alpina (L.) Bluff & Fingerh., và các loài cũ của Cacalia giờ được phân vào trong các chi khác nhau.
Adenostyles
- Adenostyles alliariae (Gouan) A. Kern.
  - Cacalia alliariae Gouan
- Adenostyles alpina (L.) Bluff & Fingerh.
  - Cacalia alpina L.
- Adenostyles briquetii Gamisans
  - Cacalia briquetii (Gamisans) Gamisans
- Adenostyles leucophylla (Willd.) Rchb.
  - Cacalia leucophylla Willd.

Arnoglossum
- Arnoglossum atriplicifolium (L.) H.Rob. - Pale Indian Plantain
  - Cacalia atriplicifolia L.
  - Cacalia rotundifolia (Raf.) House
- Arnoglossum diversifolium (Torr. & Gray) H.Rob. - Variable-leaved Indian Plantain
  - Cacalia diversifolia Torr. & Gray
- Arnoglossum floridanum (Gray) H.Rob. - Florida cacalia
  - Cacalia floridana Gray
- Arnoglossum muehlenbergii (Sch.Bip.) H.Rob. - Great Indian Plantain
  - Cacalia muehlenbergii (Schultz-Bip.) Fern.
  - Cacalia reniformis Muhl. ex Willd., non Lam.
- Arnoglossum ovatum (Walter) H.Rob. - Ovateleaf cacalia
  - Cacalia elliottii (Harper) Shinners
  - Cacalia lanceolata Nutt.
  - Cacalia ovata Walt.
  - Cacalia tuberosa Nutt.
- Arnoglossum sulcatum (Fernald) H.Rob - Georgia Indian plaintain
  - Cacalia sulcata Fern.